# Рачкова (Нижньосілезьке воєводство)
Рачкова (пол. Raczkowa, нім. Rosenau) — село в Польщі, у гміні Легницьке Поле Легницького повіту Нижньосілезького воєводства.
Населення — 298 осіб (2011).
У 1975-1998 роках село належало до Легницького воєводства.

## Демографія
Демографічна структура станом на 31 березня 2011 року:
|          | Загалом | Допрацездатний вік | Працездатний вік | Постпрацездатний вік |
| -------- | ------- | ------------------ | ---------------- | -------------------- |
| Чоловіки | 146     | 29                 | 108              | 9                    |
| Жінки    | 152     | 34                 | 93               | 25                   |
| Разом    | 298     | 63                 | 201              | 34                   |